# Jerusalém Libertada
Jerusalém Libertada (Gerusalemme liberata) é um célebre poema épico do poeta italiano Torquato Tasso, publicado pela primeira vez em 1581.
O poema narra uma versão ficcional da Primeira Cruzada, onde os cavaleiros cristãos, liderados por Godofredo de Bulhão, combatem os muçulmanos a fim de levantar o Cerco de Jerusalém. O poema é composto em stanze de oito versos distribuídos por oito cantos de extensão variável. Tasso tomou de empréstimo diversos caracteres do Orlando Furioso, de Ariosto, e se inspirou em elementos de obras de Virgílio e Homero.
O poema tem uma base histórica factual, elaborando sobre um episódio ocorrido em 1099. Teve grande repercussão em sua época pois o Império Otomano estava se expandindo e representava uma ameaça para a Europa. Uma das características mais marcantes no texto é o perene conflito entre os impulsos do coração e as demandas do dever, como acontece no amor infeliz entre Tancredo e Clorinda, por exemplo, ele um cristão, e ela uma muçulmana.
Tasso começou a escrevê-lo em torno de 1560, e na época seu título era Goffredo. Foi completado em abril de 1575, e, no verão do mesmo ano, o autor fez uma récita da obra para Afonso II, duque de Ferrara, e sua mulher, Lucrécia de' Medici. Uma edição pirata apareceu em Veneza em 1580, mas sua primeira edição completa aconteceu em Parma e Ferrara em 1581.
O sucesso do poema junto ao público foi tão grande que deu origem a uma grande quantidade de adaptações para óperas, bailados, peças de teatro e mascaradas, além de fornecer motivos para uma série de pinturas. Entretanto, outros levantaram várias objeções a respeito da extravagância e confusão do enredo.
Antes de morrer, Tasso reescreveu extensamente a Gerusalemme liberata, dando-lhe um novo título: Gerusalemme conquistata (Jerusalém conquistada), mas a recepção foi ainda mais polêmica.
Entre os compositores que produziram obras baseadas na Gerusalemme estão Monteverdi, Lully, Haendel, Geminiani, Jommelli, Haydn, Gluck, Rossini, Brahms e Dvořák, e entre os pintores Lorenzo Lippi, Poussin, Delacroix, Boucher, Tiepolo.